# Jean Del Cour
Pour les articles homonymes, voir Cour et Delcour.
Jean Del Cour, né en 1627 puis baptisé le 13 août 1631 à Hamoir et décédé le 4 avril 1707 à Liège, est un sculpteur du courant baroque. Il est connu comme étant celui qui introduisit ce style dans la principauté de Liège et est considéré comme le plus fameux représentant de ce style en Wallonie.

## Biographie
Il est né à Hamoir comme son frère Jean-Gilles Delcour, célèbre peintre, tous les deux fils de Gilson Delcour et de Gertrude de Verdon à l'époque dans la principauté de Stavelot-Malmédy. Il se rend à Rome en 1648. Il séjourne près de 10 ans en Italie où il devient élève du Bernin. À son retour, vers 1660, il s'installe définitivement à Liège, rue Sœurs-de-Hasque, à l'enseigne du Saint-Esprit, lieu où il meurt en 1707. Resté célibataire, il est enterré, comme sa mère et son frère, à la collégiale Saint-Martin de Liège.
Par son testament du 25 octobre 1702, il laisse tous ses biens pour la fondation d'une chapelle, qui a été érigée à Hamoir, sur le premier modèle de celle de Notre Dame de Lorette dans la Marche d'Anconne. Cette chapelle est consacrée le 23 septembre 1739, par Jacquet, évêque de Hippone, et suffragant de l'évêque de Liège. Elle est démolie en 1868, mais on récupère les matériaux pour la nouvelle église de Hamoir
Sa maison natale existe encore aujourd'hui au no 4 de la rue Gilles Del Cour à Hamoir. Ce bâtiment connaît une procédure de classement.
Jean Del Cour travaille le bois et le marbre, mais il réalise également des moules dans lesquels on coule du bronze. Les œuvres que nous possédons de ce sculpteur montrent qu'il possède la même maîtrise de ces techniques si différentes. Or, sous l'ancien régime, l'apprentissage d'un métier dépend des corporations. On ne sait toujours pas quand il a pu acquérir ces différentes techniques.

### Demande de Vauban
Peu avant la fin de sa vie, Vauban lui propose de travailler sur une des statues équestre du Roi-soleil pour la place des Victoires à Paris. Il décline l'offre.

## Œuvre sculptée

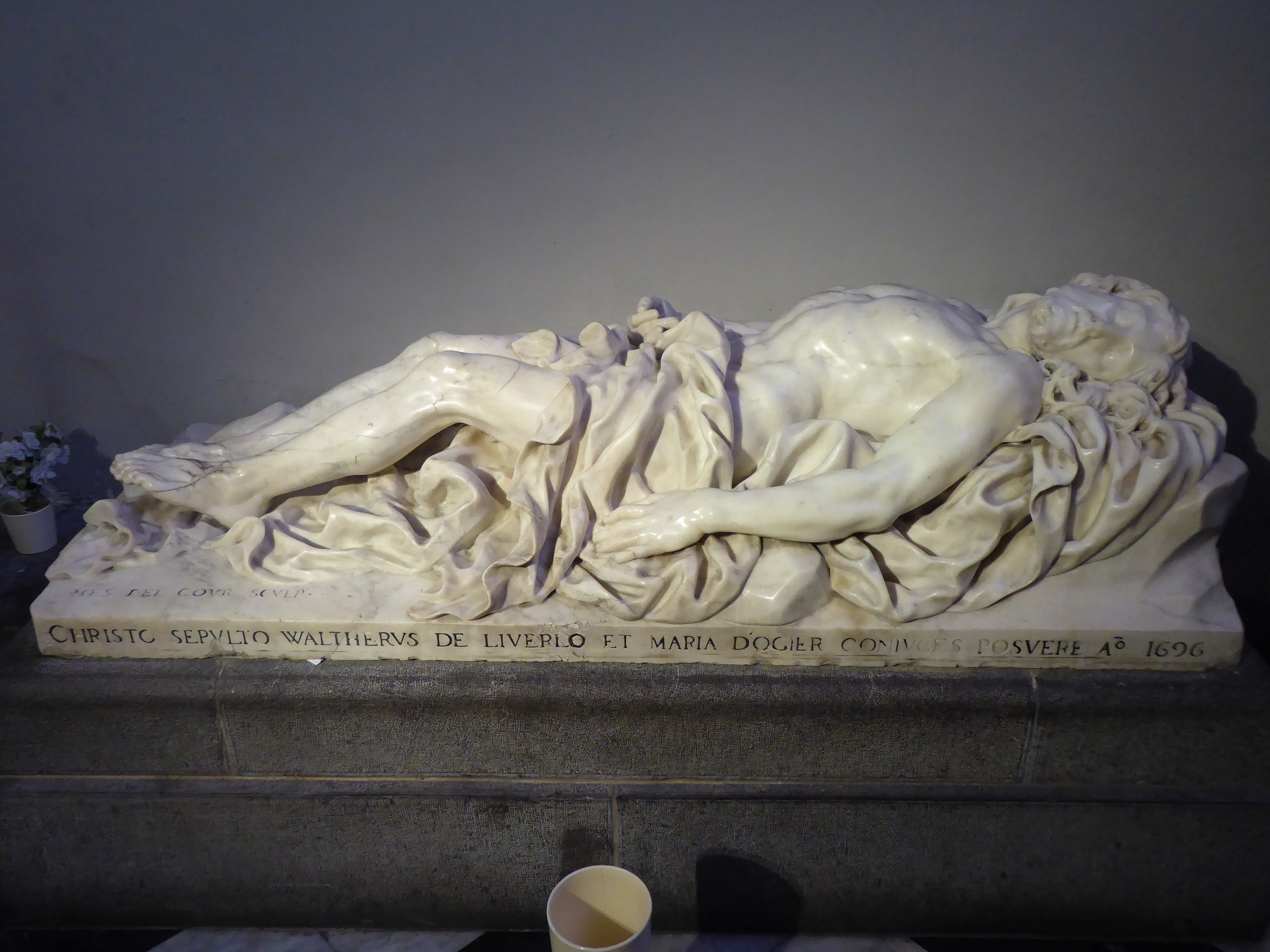
Christ gisant en marbre blanc, cathédrale Saint-Paul

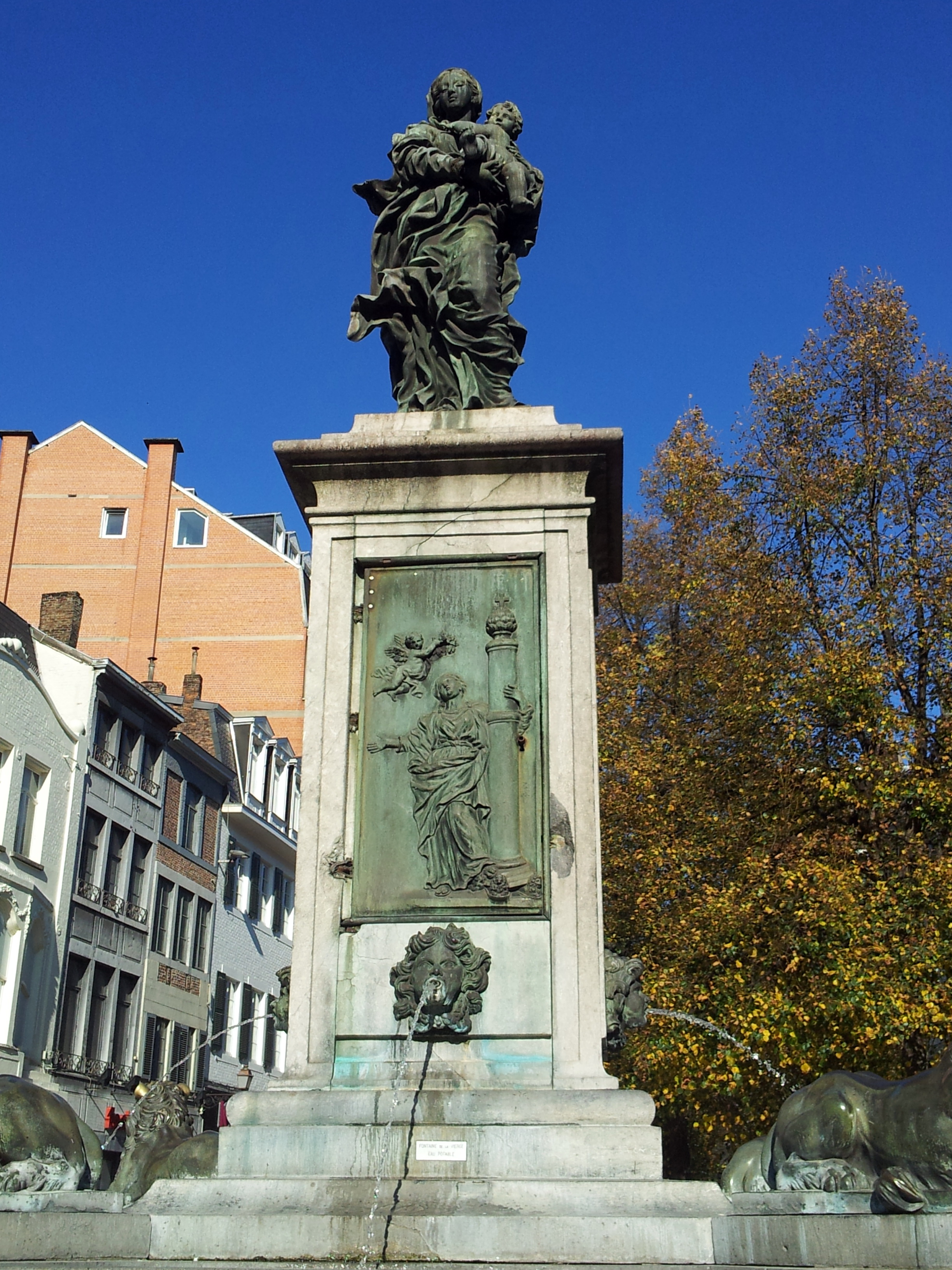
La Vierge à l'Enfant, Vinâve d'Île.

- 1667 : Fontaine Saint-Jean-Baptiste (statue et bas-reliefs), rue Hors-Château
- 1680 
  - Le Christ remettant les clés à Saint Pierre, cathédrale Saint-Paul (bas-relief provenant de l'ancien jubé de la collégiale Saint-Pierre)
  - Adieux de saint Pierre et de saint Paul, cathédrale Saint-Paul (bas-relief provenant de l'ancien jubé de la collégiale Saint-Pierre)
- 1682 : Statue de Jean-Baptiste, cathédrale Saint-Paul ;
- 1682-1696 : Sculptures en bois de tilleul à l'église Saint-Jacques-le-Mineur de Liège
  - Saint Jacques-le-Majeur (1682)
  - Saint Benoît (1684)
  - Saint Hubert (1689)
  - Saint Henri (1689)
  - Saint Nicolas (1685). Disparue.
  - Sainte Scholastique  (1691)
  - Saint Jacques-le-Mineur (1691)
  - Immaculé conception (1696). Déplacée à Floreffe.
- 1696 : La Vierge à l'Enfant, Vinâve d'Île ;
- 1696 : Christ gisant,  marbre blanc, cathédrale Saint-Paul ;
- 1697 : Les Trois Grâces, Perron, place du Marché ;
- Christ en bronze qui se voyait autrefois sur le pont des Arches, posé sur la Dardanelle, et qui se trouve aujourd'hui au-dessus de la porte intérieure de la cathédrale Saint-Paul ;
- Douze bas-reliefs de la collégiale Saint-Martin ;
- Débris de la grande fontaine du Marché dite fontaine du Perron.

## Fortune critique
On estime que, comme Le Bernin, il a réussi à dégager la sculpture de l'architecture qui témoignait autrefois d'une certaine soumission vis-à-vis de [celle-ci]. Les œuvres ne parvenaient pas à faire oublier le bloc dont elles étaient extraites. Le Bernin les libère de la pesanteur et crée des formes qui sortent de la matière originelle, s'animent, se soulèvent et planent entre ciel et terre (...) Del Cour ne copie pas Le Bernin, il ne l'imite pas de manière servile mais il l'assimile, il adapte à son tempérament et à son goût ce qu'il comprend de mieux en mieux.
L'art de Jean Del Cour illustre pleinement le modernisme de son époque. Élan mystique, passion, amour, sensualité, tous les thèmes chers à l'époque baroque, il les a traduits avec force, dynamisme et noblesse, mais aussi une certaine retenue. Jean Del Cour n'a jamais cédé aux emphases du baroquisme : pas de contorsions débridées, d'outrances anatomiques ni d'expressions ostentatoires. Il a su, en quelque sorte, garder une juste mesure dans l'expression passionnée des sentiments.

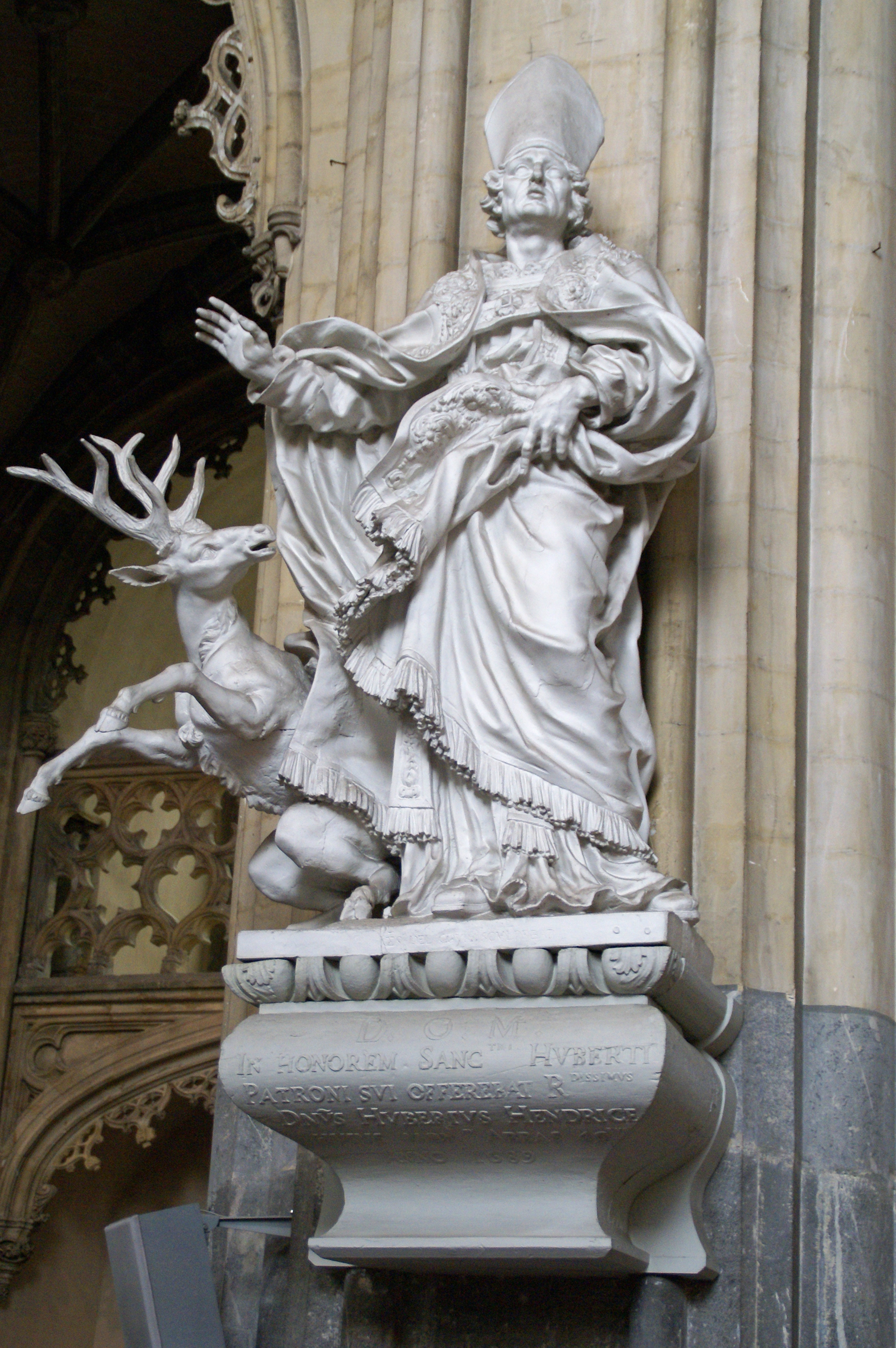
Hubert de Liège (1689), tilleul peint, Liège, église Saint-Jacques.
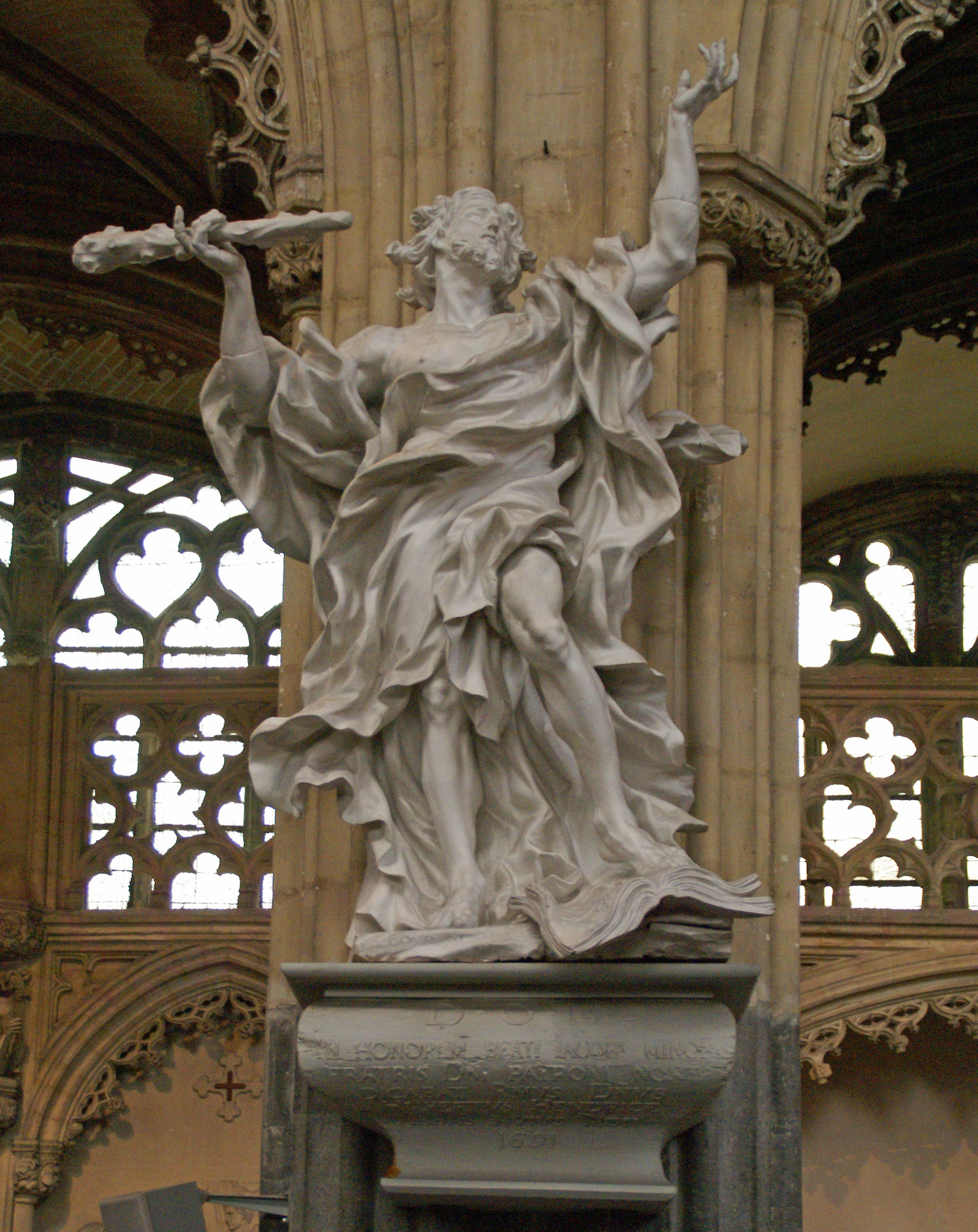
Jacques le Mineur (1691), tilleul peint, Liège, église Saint-Jacques.
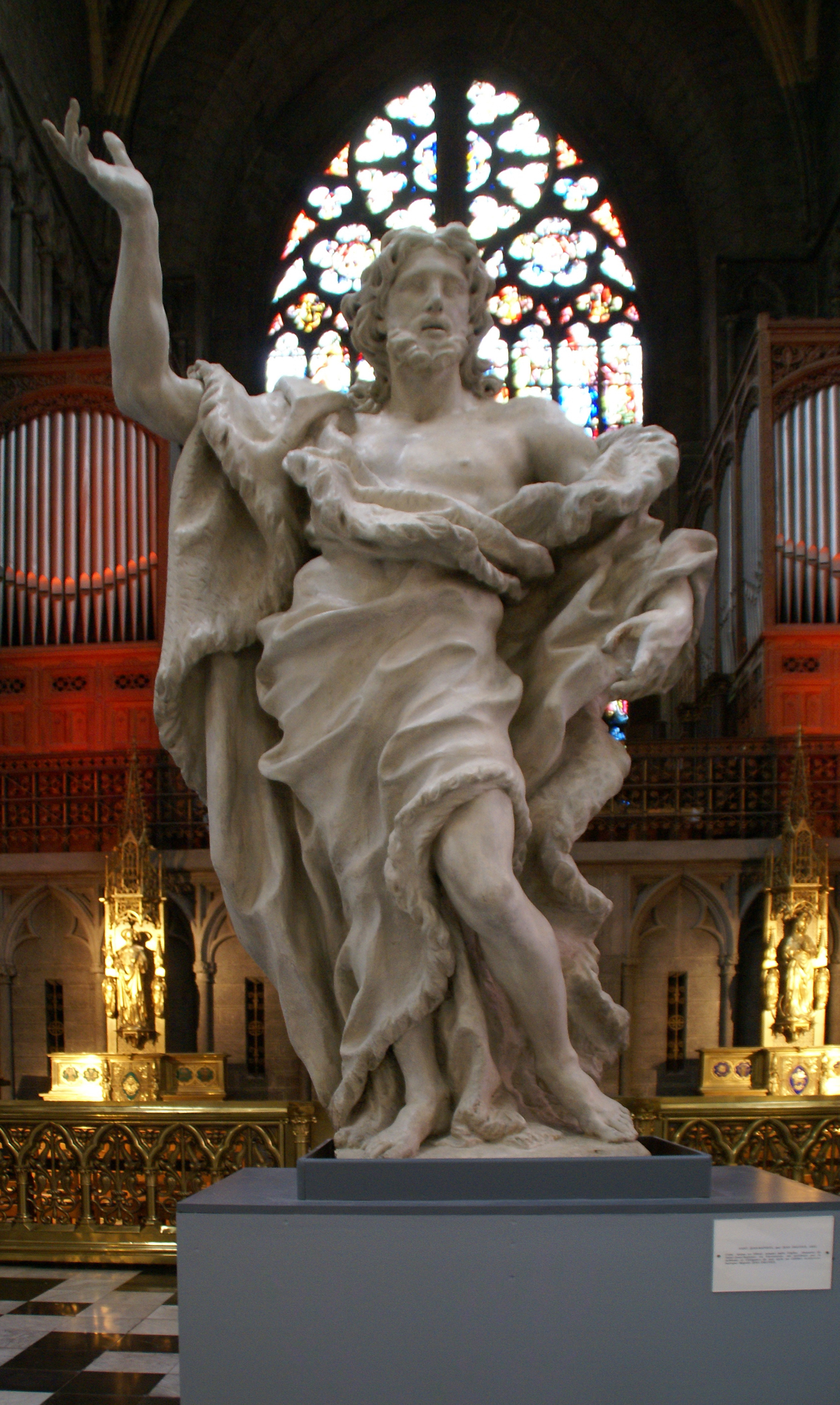
Statue de Jean Baptiste (1662), Liège, cathédrale Saint-Paul.
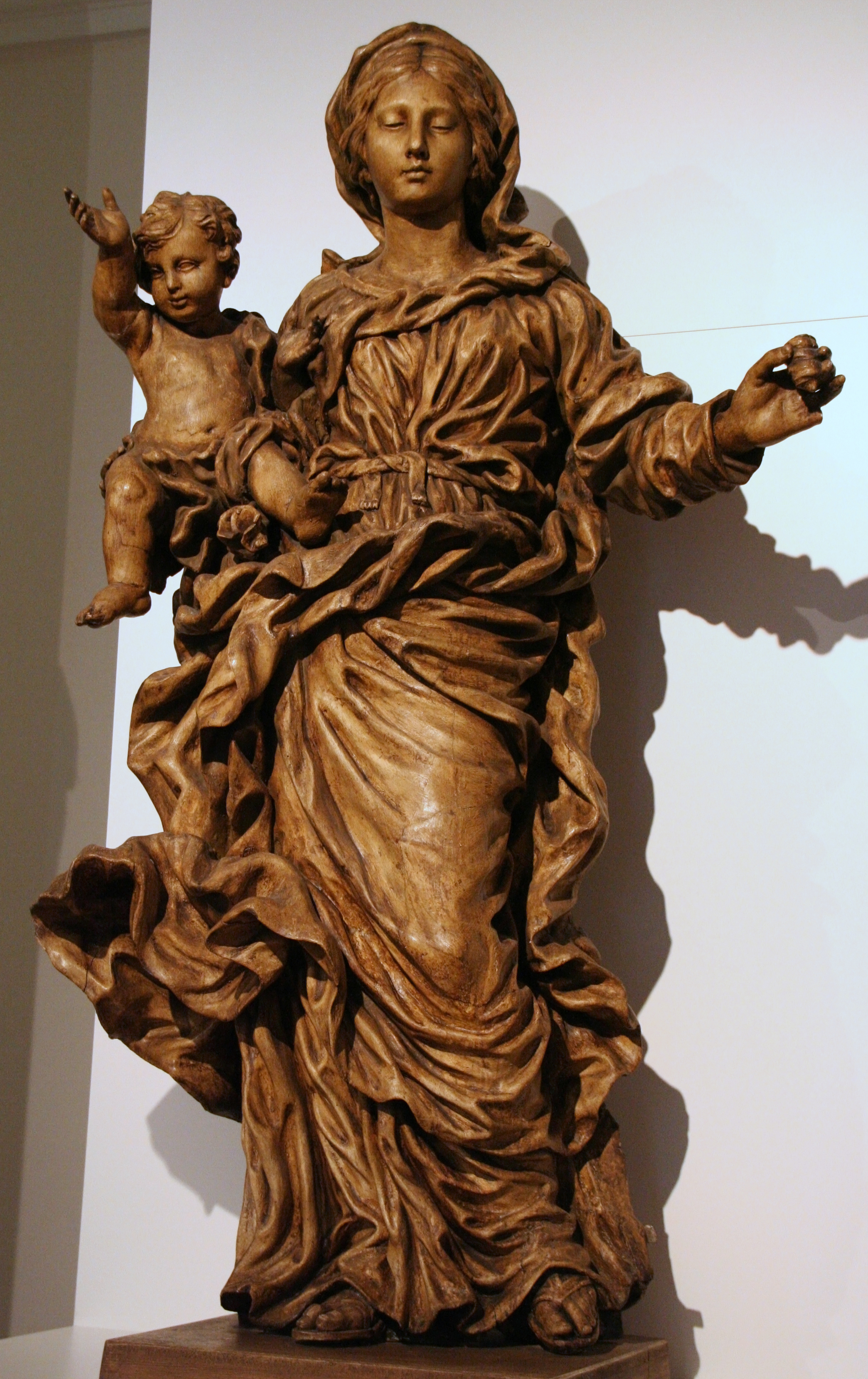
Vierge à l'Enfant, Notre-Dame de Montaigu (1693), tilleul, Liège, Grand Curtius.
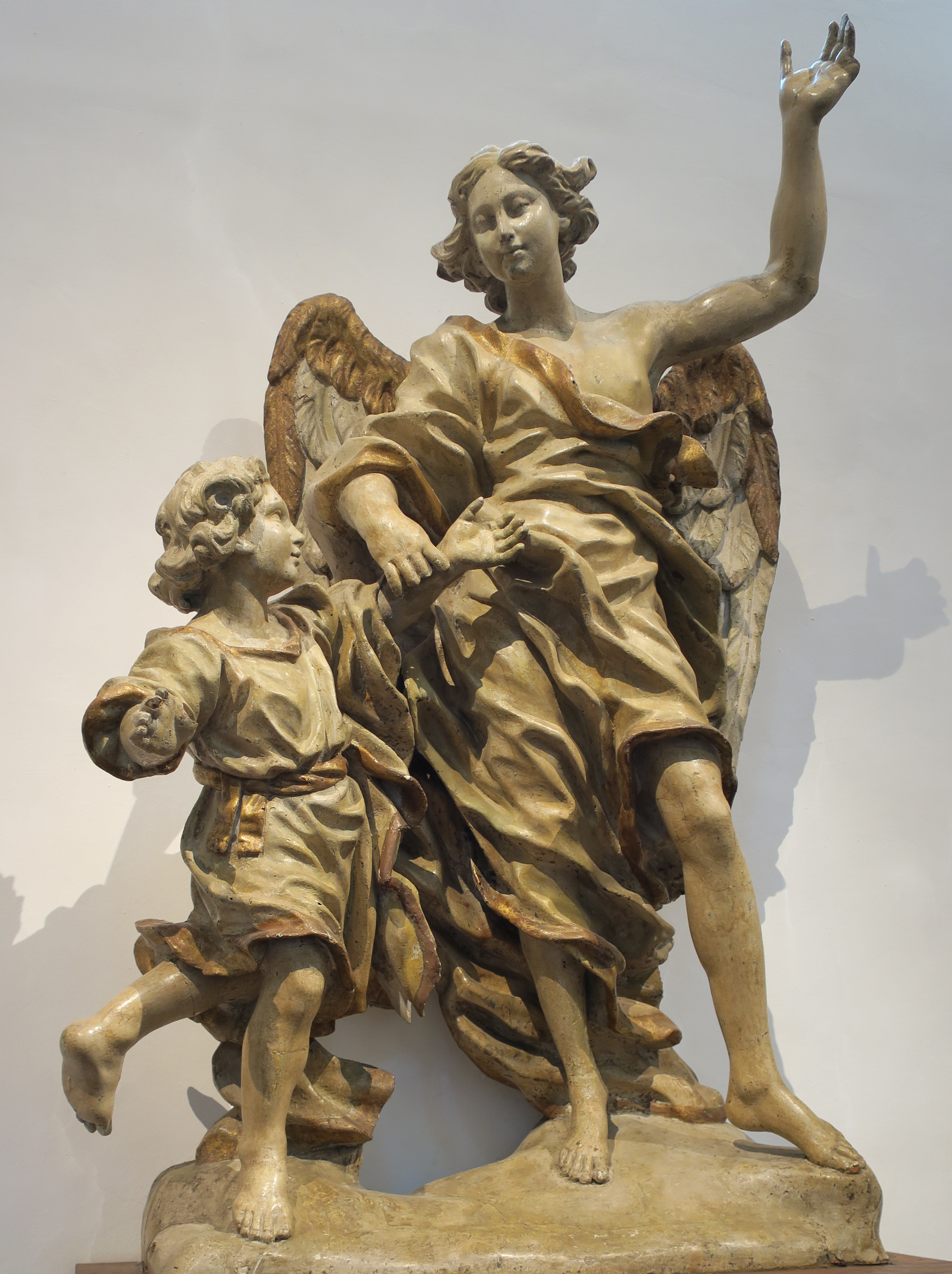
L'ange gardien (1696), église Saint-Sébastien de Stavelot.

Jean Del Cour est le frère de Jean-Gilles Delcour peintre liégeois, élève de Bertholet Flémal, à l'instar de Gérard de Lairesse.

## Expositions
- 2008 : exposition à l'église Saint Barthélemy à Liège, à l'occasion du 300e anniversaire de sa mort.